# Park Yoo-na
Park Yoo-na (en hangul, 박유나; RR: Bak Yuna) es una actriz surcoreana.

## Biografía
Estudió en el departamento de danza del Hanlim Multi Art School (한림연예예술고등학교).

## Carrera
Fue miembro de la agencia WIP Entertainment (더블유아이피), agencia subsidiaria de 8D Creative. El 14 de agosto de 2023 YG Entertainment anunció que había firmado un contrato con la actriz.
En octubre del 2015 se unió al elenco recurrente de la serie Cheer Up!, (también conocida como "Sassy Go Go") donde dio vida a Kim Kyung-eun, una estudiante e integrante del grupo de baile "Real King".
En junio de 2017 apareció en la primera temporada de la popular serie Forest of Secrets donde interpretó a Kwon Min-ah, una joven escort que termina involucrada con los corruptos jefes del departamento de policía.
En octubre del mismo año se unió al elenco recurrente de la serie The Package, donde dio vida a Jung Na-hyun, una turista y la joven hija de Jung Yeon-sung (Ryu Seung-soo).
En julio del 2018 se unió al elenco recurrente de la serie My ID is Gangnam Beauty (también conocida como "Gangnam Beauty"), donde interpretó a Yoo Eun, una popular estudiante y representante de primer año del departamento de química, que tiene un sentido innato de la justicia y no toma partido en ningún conflicto.
En noviembre del mismo año se unió al elenco recurrente de la exitosa y popular serie Sky Castle, donde dio vida a Cha Se-ri, la hija de No Seung-hye (Yoon Se-ah) y del agresivo Cha Min-hyuk (Kim Byung-chul), así como la hermana de Cha Ki-joon (Kim Dong-hee) y Cha Ki-joon (Jo Byung-gyu), quien trabaja como la directora de un club nocturno.
En julio de 2019 se unió al elenco recurrente de la popular serie Hotel del Luna, donde interpretó a dos personajes: la Princesa Song-hwa, la responsable de la muerte de Yeon-woo (Lee Tae-sun) y a su reencarnación, Lee Mi-ra, una antigua compañera de clases y exnovia de Goo Chan-sung (Yeo Jin-goo).
En diciembre de 2020 se unió al elenco principal de la serie True Beauty, donde interpretó a Kang Soo-jin, una atractiva estudiante proveniente de una familia adinerada cuy amistad con Lim Joo-kyung (Moon Ga-young) y Choi Soo-ah (Kang Min-ah) sufre por sus decisiones, hasta el final de la serie el 4 de febrero de 2021.
En noviembre de 2021 se confirmó que se había unido al elenco de la serie Rookies (también conocida como "Our Police Course") donde dará vida a la nueva estudiante de la academia de policía Kim Ki-na.

## Filmografía

### Series de televisión
| Año     | Título                  | Personaje                     | Cadena  | Notas                      | Ref.   |
| ------- | ----------------------- | ----------------------------- | ------- | -------------------------- | ------ |
| 2015    | Cheer Up!               | Kim Kyung-eun                 | KBS2    | 12 episodios               |        |
| 2017    | Forest of Secrets       | Kwon Min-ah / Kim Ga-young    | tvN     | 9 episodios                |        |
| 2017    | The Package             | Jung Na-hyun                  | JTBC    | 12 episodios               |        |
| 2018    | Drama Special Season 9  | Joo Young-joo                 | KBS2    | Ep. "So Close, Yet So Far" | [ 15 ] |
| 2018    | My ID is Gangnam Beauty | Yoo Eun                       | JTBC    | 16 episodios               |        |
| 2018-19 | Sky Castle              | Cha Se-ri                     | JTBC    | 9 episodios                |        |
| 2019    | Two Hearts              | Yoo Sun-woo                   | NaverTV | Serie web, 6 episodios     |        |
| 2019    | Hotel del Luna          | Lee Mi-ra / Princesa Song-hwa | tvN     | 13 episodios               |        |
| 2020-21 | True Beauty             | Kang Soo-jin                  | tvN     | 16 episodios               |        |
| 2022    | Rookie Cops             | Ki Han-na                     | Disney+ | 16 episodios               | [ 16 ] |

### Películas
| Año  | Título                              | Personaje | Notas                                                             | Ref.   |
| ---- | ----------------------------------- | --------- | ----------------------------------------------------------------- | ------ |
| 2021 | White Day: School of Demon Exorcism | So Young  | Junto a Chani, Lee Seung-il, Jang Gwang y Lee Hye-ran             | [ 17 ] |
| 2022 | A Man of Reason                     | Jin-ah    | Junto a Jung Woo-sung, Kim Nam-gil, Park Sung-woong y Kim Jun-han | [ 18 ] |

### Programas de variedades
| Año         | Título                                      | Función     | Notas   | Ref.   |
| ----------- | ------------------------------------------- | ----------- | ------- | ------ |
| -           | Golden Bell Challenge                       | Concursante |         | [ 19 ] |
| 2017 - 2018 | Modulove                                    | Miembro     |         |        |
| 2019        | Happy Together: Season 4                    | Invitada    | Ep. 21  | [ 20 ] |
| 2019        | OnlyOneOf: Unlocking Love                   | Invitada    | Ep. 1-2 |        |
| 2019        | Year-End with tvN — tvN’s Joy Festival 2019 | Invitada    |         | [ 21 ] |
| 2019        | Running Man                                 | Invitada    | Ep. 471 | [ 22 ] |

### Aparición en videos musicales
| Año  | Artista(s)  | Canción                | Notas                                         |
| ---- | ----------- | ---------------------- | --------------------------------------------- |
| 2016 | IKON        | "#WYD" (오늘 모해)     | (apareció como el interés romántico de Bobby) |
| 2019 | Kim Heechul | "Old Movie" (옛날사람) |                                               |

### Revistas / sesiones fotográficas
| Año  | Título           | Notas  |
| ---- | ---------------- | ------ |
| 2019 | Esquire Magazine | [ 23 ] |

### Anuncios
| Año  | Título                          | Notas |
| ---- | ------------------------------- | ----- |
| 2015 | Asiana Airlines (아시아나 항공) |       |
| 2019 | Maxim (맥심 카누)               |       |